# Richard Süssenguth
Martin Richard Süssenguth (* 22. Mai 1914 in Königsberg (Preußen), Ostpreußen, Deutsches Reich; † unbekannt) war ein deutscher Schauspieler und Hörspielsprecher.

## Leben und Wirken
Der Sohn des Theaterdirektors Arthur Hermann Süßenguth († 2. März 1933 in Frankenberg (Eder)) begann seine Laufbahn nach der Schauspielschule in den 1930er Jahren an minder bedeutenden Bühnen in Freiburg, Elbing (Ostpreußen), Schneidemühl (Pommern) und im heimatlichen Königsberg. Bühnenengagements nach dem Zweiten Weltkrieg führten ihn u. a. an die Komödie am Kurfürstendamm (Der Biberpelz von Gerhart Hauptmann in einer Inszenierung von Herbert Maisch). Von 1946 bis 1950 war er Direktor des Künstlertheaters.
Süssenguth gab sein Debüt vor der Kamera in dem 1950 erschienenen Spielfilm Familie Benthin mit Maly Delschaft. Zu seinen bekanntesten Fernsehrollen zählt die des Edgar in der 1980er-Jahre-Politsatire Kein schöner Land und die des Gestapobeamten in Ein Mann, der nichts gewinnt.
Süssenguth spielte neben Siegfried Rauch in der Fernsehserie Es muß nicht immer Kaviar sein, der er einen gewissen Bekanntheitsgrad zu verdanken hat. Als Hörspielsprecher war er mehrmals in der Abenteuer des Odysseus-Reihe und in Benjamin Blümchen zu hören.
Seine Brüder waren der Schauspieler Arnim Süssenguth und der Schauspieler und Synchronsprecher Walter Süssenguth.

## Filmografie
- 1950: Familie Benthin
- 1953: Anna Susanna
- 1962: So war Mama (TV-Film)
- 1966: Kubinke
- 1967: Der Revisor
- 1967: Ein Mann, der nichts gewinnt
- 1977: Es muß nicht immer Kaviar sein
- 1975: Beschlossen und verkündet – Mitgehangen, mitgefangen
- 1981: Elisabeths Kind
- 1985: Kein schöner Land
- 1986: Killing Cars
- 1988: Siebenstein – Geschmackssache
- 1990: Die Abreise (Kurzfilm)

## Hörspiele
- Der Menschenfeind (SFB) als Dubois, Diener bei Alcestes
- Formalität (SFB) als Bahnbeamter
- Haus ohne Erben (Buch: Joachim Barckhausen, SFB) laut ARD-Hörspielarchiv
- Das Gesicht, das mein Gesicht gefangen hält laut ARD-Hörspielarchiv
- Die Abenteuer des Odysseus (Hörspielserie)
- Benjamin Blümchen als Weihnachtsmann als Weihnachtsmann